# Опперпут-Стауниц, Александр Оттович
Алекса́ндр О́ттович О́пперпут — настоящее имя Александр Упениньш или Упелинц, Упенинц также известен как Павел Иванович Селянинов, Касаткин, Эдуард Стауниц — латыш по национальности, член Союза защиты Родины и свободы, Боевой организации генерала Кутепова, террорист, по некоторым данным сотрудник НКВД.

## Биография
Из крестьян-середняков. Возможно, учился в Рижском политехническом институте. В 1915 году окончил ускоренные офицерские курсы в Алексеевском военном училище. Участник Первой мировой войны на Кавказском фронте, штабс-капитан. Пошёл служить в Красную армию. Об этом периоде его жизни документальных свидетельств не сохранилось. Сам о себе он писал:

Моя жизнь с 1915 по 1920 год складывалась так, что я вынужден был вести образ жизни, полный самых отчаянных приключений и острых ощущений. Непрерывная цепь приключений и опасностей в конце концов так расшатала мои нервы, что вести спокойный образ жизни я уже не мог. Как закоренелый морфинист не может жить без приемов этого яда, так и я не мог жить без острых ощущений или работы, которая бы истощала бы меня до обессиливания. Моей энергии в этих случаях удивлялись все, кому пришлось со мной сталкиваться.
К 1920 году был помощником начальника штаба войск внутренней службы Западного фронта. Тогда же он вступил в организацию «Народный союз защиты Родины и свободы» и лично познакомился с Б. В. Савинковым. Будучи повышенным в должности — назначен начальником Минского укрепрайона — был арестован ЧК. Находясь в тюрьме на Лубянке, согласился на сотрудничество с этой организацией. Выдал личный состав «Союза…» и по заданию ГПУ написал разоблачающую Савинкова брошюру — «Народный союз защиты Родины и свободы. Воспоминания», изданную ГПУ в 1923 году в Берлине под псевдонимом Павел Иванович Селянинов.
Белоэмигрантский исследователь операции «Трест» С. Л. Войцеховский писал: «Касаткин-Штауниц-Опперпут-Савельев в действительности латыш Упелинц, чекист, занимавшийся в 1918 году расстрелами офицеров в Петрограде и Кронштадте» и обвинял его также в том, что тот, находясь в заключении, в качестве «подсадной утки» сумел разговорить сокамерника профессора В. Н. Таганцева, в результате чего было расстреляно около ста человек, в том числе поэт Николай Гумилёв. Сам Опперпут подобные обвинения отрицал.
После освобождения в 1922 году, став секретным сотрудником ГПУ под фамилией Стауниц, проживал в Москве, занимался коммерцией и продавал иностранным посольствам подготовленную чекистами дезинформацию.
Активный участник операции «Трест». В апреле 1927 года Опперпут нелегально перешёл в Финляндию и сдался финским властям как советский шпион, при этом публично, через газеты, рассказал о том, что подпольная организация «Трест» есть всего лишь работа советских спецслужб. По его собственным словам, для того, чтобы искупить свою вину перед РОВС и Боевой организацией Кутепова, решил лично принять участие в диверсиях против представителей советской власти на территории СССР. Примкнул к террористической группе Марии Захарченко и по официальной версии был убит в перестрелке с чекистами в июне 1927 года. По другим данным, продолжал работать на ГПУ-НКВД, был послан на Восток — в Китай — и погиб только в 1943 году в Киеве, где был арестован гестапо, как организатор подпольной антифашистской группы. Тот же Войцеховский писал в упомянутой книге: 

Осенью 1944 года в Берлине генерал В. В. Бискупский рассказал мне, что в годы германской оккупации Киева немцами был разоблачён и расстрелян советский подпольщик, называвший себя Александром Коваленко и бароном фон Мантейфелем, но оказавшийся чекистом Опперпутом.

## В культуре
Эдуард Оттович Стауниц является одним из персонажей романа Л. В. Никулина «Мёртвая зыбь», повествующего об операции «Трест». В книге он показан не участником операции ОГПУ, а её жертвой. В фильме «Операция „Трест“», поставленном в 1967 году по этому роману, роль Стауница сыграл Донатас Банионис.